# Jack Broderick
John Charles „Jack” Broderick (ur. 5 czerwca 1875 w Cornwall, zm. 12 lipca 1957) – kanadyjski zawodnik lacrosse.
Na igrzyskach olimpijskich w 1908 w Londynie wraz z kolegami zdobył złoty medal.
Był zawodnikiem klubu Cornwall Lacrosse Club. Był z zawodu hotelarzem, prowadził rodzinny Broderick Hotel w Cornwall. W 1916 sfałszował datę urodzenia, by być przyjęty do Canadian Army. Po I wojnie światowej został zdemobilizowany w stopniu sierżanta i powrócił do prowadzenia hotelu.